# Maurizio Baldasseroni
Maurizio Antonio Baldasseroni (Milano, 31 ottobre 1950) è un terrorista e criminale italiano tuttora latitante in Sud America.

## Biografia

### L'adesione al terrorismo e le prime azioni terroristiche
Ex operaio della Soilax si avvicina a Prima Linea grazie a Oscar Tagliaferri del Collettivo politico metropolitano, da cui nascono le Brigate rosse.  Il 7 novembre 1978 partecipano all'omicidio di Giampiero Grandi che era stato pregiudicato e presunto spacciatore di eroina assieme alle "Squadre Proletarie di Combattimento per l'Esercito", un'azione fatta per punire gli spacciatori. Sono stati accusati di aver partecipato anche al ferimento dell'industriale proprietario di una tipografia Armando Girotto il 31 gennaio 1978 in via Sibari.

### La strage di via Adige
Il 1º dicembre 1978 trascorre la serata con Oscar Tagliaferri, cha all'inizio degli anni '70 militava nel Collettivo Politico Metropolitano (CPM) nel Bar Renzo di via Mantova ubicato nella zona proletaria di Porta Romana. Entrambi bevono parecchio e vengono allontanati dopo una discussione avuta con dei clienti a proposito della lotta armata; alle 3:40 ritornano con un fucile Smith & Wesson e un revolver Astra 357 magnum, ma trovano il bar chiuso e, dopo una ricerca nella zona, scorgono una Ford Escort 1100 con a bordo i tre clienti con cui avevano litigato: Pier Antonio Magri (tappezziere, 29 anni), Domenico Bornazzini (detective privato e commerciante, 30 anni) e Carlo Lombardi (macellaio, 35 anni).
 
I primi due ricevono una scarica di proiettili appena scendono dall'auto e muoiono prima di raggiungere l'ospedale mentre il terzo è freddato all'interno dell'auto: per questo crimine sono stati entrambi condannati nel 1988 dalla Terza Corte d'Assise d'Appello per triplice omicidio "commesso per finalità ideologiche, ma senza concrete motivazioni che lo scatenassero". 
Il 25 maggio 2014 il comune di Milano ha intitolato i giardini di Piazza Buozzi nei pressi di Porta Romana alle tre vittime della strage in presenza dei figli delle vittime.

### La fuga in Sud America
Subito dopo la strage di via Adige, Baldasseroni e Tagliaferri incontrano i vertici di Prima Linea per far rivendicare l'atto all'organizzazione dato che entrambi erano fiancheggiatori, ma non erano ancora all'interno dell'organizzazione terroristica, ma vengono espulsi dall'organizzazione, però in cambio viene aiutata la loro fuga in Sud America. Baldasseroni e Tagliaferri vengono scoperti come autori della strage solo nel 1982 in seguito a un pentimento di un ex terrorista di Prima Linea, poi entrambi nel 1983 sono accusati in contumacia di importare cocaina dal Perù. Il 12 ottobre 1988 la polizia peruviana afferma di averli arrestati assieme al terrorista nero Giovanni Ventura, ma dopo una settimana la polizia peruviana smentisce l'arresto nonostante fosse confermata dalla DIGOS ed in Italia era arrivata anche la notizia che l'arresto provvisorio era stato firmato dal presidente peruviano Alan García Pérez. Il 3 marzo 1987 la Corte suprema di cassazione presieduta da Corrado Carnevale annulla la sua condanna all'ergastolo, ma alla fine viene confermato l'ordine di cattura il 13 ottobre 2005.
Nonostante tutta la vicenda, l'ultima residenza conosciuta è via Kennedy 29/B a San Donato Milanese dove Baldasseroni risulta scomparso dal 2002: per questo il Tribunale di Milano con decreto del 20 febbraio 2013 richiede la dichiarazione di morte presunta tramite un avvocato dei parenti del Baldesseroni. 
La richiesta non viene accolta perché il giudice Ilaria Mazzei ha chiesto alla Procura della Repubblica di riprendere le ricerche nel settembre del 2014.